# دهستان پاگلی
دهستان پاگلی (به لاتین: Pagli Gewog) یک دهستان در کشور بوتان است که در ناحیهٔ سامتس واقع شده‌است.